# Trond Iversen
Pour les articles homonymes, voir Iversen.
Trond Iversen (né le 22 mars 1976 à Drammen) est un fondeur norvégien actif de 1995 à 2010. Il a gagné la Coupe du monde de sprint en 2002 et participé deux fois aux Jeux olympiques en 2002 (finaliste) et 2006.

## Palmarès

### Jeux olympiques
- Salt Lake City 2002 : 6e en sprint libre
- Turin 2006 : 17e en sprint libre.

### Championnats du monde
Oberstdorf 2005 : 9e en sprint classique

### Coupe du monde
- Meilleur classement général : 12e en 2002.
- Vainqueur d'un petit globe : vainqueur de la Coupe du monde de sprint en 2002, deuxième en 2007, troisième en 2005.
- 7 podiums individuels dont 2 victoires à Val di Fiemme en 2002 et à Göteborg en 2005 en sprint libre.
- 1 victoire en sprint par équipes avec Johan Kjølstad.